# Fältavlöning i Krigswehrmacht 1944-1945
Fältavlöning i Krigswehrmacht 1944-1945 var den lön (Wehrsold) som utbetalades i fält för att täcka personliga behov. Huvuddelen av lönen utgick för stamanställda som yrkesmilitärer och militärer i reserven som militärlön (Wehrmachtbesoldung) och för värnpliktiga som krigslön (Kriegsbesoldung) eller familjestöd (Familienunterhalt). Lön och familjestöd utbetalades i hemorten.

## Löntetabell
| #  | RM  | Heer Luftwaffe                                                                               | Kriegsmarine                                                                                               | Waffen-SS                                                           | Sonder- Laufbahnen Truppen Sonderdienst | Tjänstemän | Sonderführer Krigs- ingenjörer Krigs- tjänstemän                                                                        |
| -- | --- | -------------------------------------------------------------------------------------------- | --- | ------------------------------------------------------------------- | --- | --- | --- |
| 1a | 300 | Generalfeldmarschall                                                                         | Grossadmiral                                                                                               | -                                                                   | - | - | - |
| 1b | 270 | Generaloberst                                                                                | Generaladmiral                                                                                             | SS-Oberstgruppenführer u. Generaloberst d. Waffen-SS                | - | - | - |
| 2  | 240 | General                                                                                      | Admiral | SS-Obergruppenführer u. Genera d. Waffen-SS                         | Generaloberstabsartzt Generaloberstabsveterinär Generaloberstabsrichter Generaloberstabsintendant Admiraloberstabzarzt Admiraloberstabsrichter Admiraloberstabsintendant | - | - |
| 3  | 210 | Generalleutnant                                                                              | Vizeadmiral                                                                                                | SS-Gruppenführer u. Generalleutnant d. Waffen-SS                    | Generalstabsarzt Generalstabsveterinär Generalstabsrichter Generalstabsintendant Admiralstabzarzt Admiralstabsrichter Admiralstabsintendant                              | Civilmilitär tjänsteman i lgr B4, B5, B6, JL1                                                                                                | - |
| 4  | 180 | Generalmajor                                                                                 | Konteradmiral                                                                                              | SS-Brigadeführer u. Generalmajor d. Waffen-SS                       | Generalarzt Generalveterinär Generalrichter Generalintendant Admiralzarzt Admiralrichter Admiralintendant                                                                | Civilmilitär tjänsteman i lgr B7a, B8, JL2 MV-Chef MV-Vizechef                                                                               | - |
| 5  | 150 | Oberst                                                                                       | Kapitän z. See                                                                                             | SS-Oberführer SS-Standartenführer                                   | Oberstarzt Oberstveterinär Oberstrichter Oberstintendant Flottenzarzt Flottenrichter Flottenintendant                                                                    | Civilmilitär tjänsteman i lgr A1a, JL3 MV-Abteilungschef                                                                                     | - |
| 6  | 120 | Oberstleutnant                                                                               | Fregattenkapitän                                                                                           | SS-Ober- Sturmbannführer                                            | Oberfeldarzt Oberfeldveterinär Oberfeldrichter Oberfeldintendant Obermusikinspizient Geschwaderzarzt Geschwaderrichter Geschwaderintendant                               | Civilmilitär tjänsteman i lgr A1b, A2b, JL4 Fackskolelärare i lgr A1, A2 MV-Oberrat                                                          | - |
| 7  | 108 | Major                                                                                        | Korvettenkapitän                                                                                           | SS-Sturmbannführer                                                  | Oberstabsarzt Oberstabsveterinär Oberstabsrichter Oberstabsintendant Musikinspizient Marineoberstabszarzt Marineoberstabsrichter Marineoberstabsintendant                | Civilmilitär tjänsteman i lgr A2c1, A2c2, A2b, JL5 Fackskolelärare i lgr A3 MV-Rat MV-Amtsrat                                                | Sonderführer och krigstjänstemän i regementsofficers- befattningar, i högre tjänst eller som Fliegerstabsingenieur a.K. |
| 8  | 96  | Hauptmann                                                                                    | Kapitänleutnant                                                                                            | SS-Hauptsturmführer                                                 | Stabsarzt Stabsveterinär Stabsrichter Stabsintendant Stabsmusikmeister Marinestabszarzt Marinestabsrichter Marinestabsintendant                                          | Civilmilitär tjänsteman i lgr A3a, A3b, A3c, A4a2, A4b1, A4b2, JL6, JL7 Fackskolelärare i lgr A4, A5 MV-Assessor MV-Amtmann MV-Oberinspektor | Sonderführer i kaptensbefattning Krigstjänsteman som lärare vid sjöyrkesskola                                           |
| 9  | 81  | Oberleutnant                                                                                 | Oberleutnant z. See                                                                                        | SS-Obersturmführer                                                  | Oberarzt Marineoberassistenzarzt Oberveterinär Oberzahlmeister Marineoberzahlmeister Obermusikmeister Assistenzarzt Marineassistenzarzt Veterinär                        | Civilmilitär tjänsteman i lgr A4c1, A4c2, A4E, JL8 MV-Referendar MV-Inspektor                                                                | Krigstjänsteman i högre mellantjänst eller som Fliegeringenieur a.K. eller Fliegernautiker a.K.                         |
| 10 | 72  | Leutnant                                                                                     | Leutnant z. See                                                                                            | SS-Untersturmführer                                                 | Zahlmeister Marinezahlmeister Musikmeister Oberhufbeschlaglehrmeister Festungsoberwerkmeister Oberwaffenwart                                                             | Civilmilitär tjänsteman i lgr A4d, A4f, A5a, A5b,A6, A7a, A7b Fackskolelärare i lgr A6, A7 MV-Sekretär                                       | Sonderführer i befattning som löjtnant eller fänrik                                                                     |
| 11 | 60  | Stabsfeldwebel Oberfeldwebel                                                                 | Stabsoberfeldwebel Oberfeldwebel Stabsfeldwebel (F)                                                        | SS-Sturmscharführer SS-Hauptscharführer                             | Hufbeschlaglehrmeister Festungswerkmeister Waffenwart Unterarzt Marineunterarzt Unterveterinär Unterapotheker                                                            | Civilmilitär tjänsteman i lgr A8a Aspirant som högre- eller högre mellan- tjänsteman i reserven MV-Assistent                                 | Sonderführer i befattning som stabsfältväbel eller överfältväbel Krigstjänsteman i mellantjänst                         |
| 12 | 54  | Feldwebel Oberfähnrich                                                                       | Feldwebel Oberfähnrich                                                                                     | SS-Oberscharführer SS-Oberjunker                                    | - | Civilmilitär tjänsteman i lgr A9, A10a, A10b MV-Betriebsassistent                                                                            | Sonderführer i befattning som fältväbel vid krigsmarinen Krigstjänsteman i lägre tjänst                                 |
| 13 | 45  | Unterfeldwebel Fähnrich                                                                      | Obermaat Fähnrich                                                                                          | SS-Scharführer                                                      | - | - | - |
| 14 | 42  | Unteroffizier                                                                                | Maat | SS-Unterscharführer                                                 | - | Civilmilitär tjänsteman i lgr A11 | Sonderführer i befattning som underofficer                                                                              |
| 15 | 36  | Stabsgefreiter Obergefreiter Gefreiter Oberschütze Schütze Flieger med mer än två års tjänst | Oberstabsgefreiter Stabsgefreiter Hauptgefreiter Obergefreiter Gefreiter Matrose med mer än två års tjänst | SS-Rottenführer SS-Oberschütze SS-Schütze med mer än två års tjänst | - | - | - |
| 16 | 30  | Oberschütze Schütze Flieger såvitt inte i fältlöneklass 15                                   | Matrose såvitt inte i fältlöneklass 15                                                                     | SS-Oberschütze SS-Schütze såvitt inte i fältlöneklass 15            | - | - | - |

Anmärkningar
1. ↑  Militär personal med specialistkompetens.
2. ↑  Militär personal med specialistkompetens; kategori införd 1944, omfattade auditörer och intendenter vilka tidigare hade varit civilmilitära tjänstemän.
3. ↑  Hit hörde civilmilitära flygingenjörer, flygförare och flygnavigatörer i Luftwaffe, samt civilmilitära förvaltningstjänstemän vid alla försvarsgrenar och fackskolelärare vid armén och marinen. Hit hörde även militärförvaltningstjänstemän (MV) i armén, som administrerade de länder vilka var under tysk militär ockupationsförvaltning.
4. ↑  Befäl med officers eller underofficers tjänsteställning, som skulle fylla befälsbefattningar utan att ha föreskriven militär utbildning.
5. ↑  Personalkategori (Ingenieure auf Kriegsdauer), som användes för att beteckna värnpliktiga som upprätthöll befattningar avsedda för civilmilitära flygingenjörer i Luftwaffe, utan att ha föreskriven militär utbildning.
6. ↑  Personalkategori (Beamte auf Kriegsdauer), som användes för att beteckna värnpliktiga som upprätthöll befattningar avsedda för civilmilitära tjänstemän utan att ha föreskriven militär utbildning.